# Анрі де Байє-Латур
Анрі де Байє-Латур (фр. Henri de Baillet-Latour; 1 березня 1876, Брюссель — 6 січня 1942) — бельгійський аристократ, граф; третій президент Міжнародного олімпійського комітету (1925—1942).

## Ранні роки
Граф Анрі де Байє-Латур народився 1 березня 1876 року в Брюсселі, в сім'ї колишнього губернатора провінції Антверпен.
З дитинства активно займався спортом, був відмінним наїзником. Закінчив Левенський католицький університет, після чого вступив на дипломатичну службу, виконував завдання уряду Бельгії. Працював в Нідерландах дипломатичним представником своєї країни.

## Членство в МОК
Байе-Латур став членом Міжнародного олімпійського комітету (МОК) в 1903 році, а в 1906 виступив одним з засновником Бельгійського олімпійського комітету, який потім очолив. У 1919 році бельгійське місто Антверпен отримало право на проведення VII Олімпійських ігор 1920 року. Байє-Латур належало всього за один рік підготувати місто до проведення Олімпіади. Завдання ускладнювалося важкими наслідками, яка щойно завершилася Першої світової війни. Байє-Латур впорався з усіма труднощами, ніж підвищив свій авторитет в МОК, ігри пройшли з успіхом.
Байє-Латур був головою комісії МОК з вироблення правил для організаторів Ігор. Представники НОК отримали можливість відвідувати столицю майбутніх Олімпійських ігор і знайомитися з умовами перебування спортсменом і рівнем організації змагань. Байе-Латур був ініціатором видання спеціального інформаційного бюлетеня МОК на чотирьох мовах, призначення олімпійських аташе і створення в кожній країні окремого офісу НОК.

## Президент МОК
Анрі де Байє-Латур був обраний президентом Міжнародного олімпійського комітету у 1925 році, після того, як його засновник барон П'єр де Кубертен став почесним президентом МОК, фактично відійшовши від справ комітету.
Методи управління Байє-Латура кардинально відрізнялися від демократичних методів П'єра де Кубертена. Ставши президентом МОК, Байє-Латур створив олігархічну систему управління, посиливши вплив виконавчого комітету. Жодне серйозне рішення не приймалося без схвалення виконкому. При цьому Байє-Латур прагнув забезпечити найкраще взаємодію між членами комітету, гарантувати прозорість прийнятих рішень. Система управління МОК, створена при Байє-Латуром, діє до теперішнього часу.
Серед іншого Байє-Латур відповідав за проведення XI Олімпійських ігор 1936 року в гітлерівській Німеччині. У МОК надійшло звернення від Міжнародного комітету за збереження олімпійського духу, створеного у зв'язку з посиленням нацистського режиму в Німеччині, зростанням шовінізму і антисемітизму. Комітет пропонував МОК бойкотувати нацистський режим і перенести Ігри з Берліна до Барселони. МОК не підтримав ідею бойкоту, але зажадав від організаторів Ігор неухильного дотримання правил Олімпійської хартії і гарантії рівних умов підготовки та участі в Іграх для всіх спортсменів. Ці вимоги були озвучені на віденській сесії МОК 1933 року, де Анрі де Байє-Латур був переобраний президентом ще на один термін — до 1941 року.
Під час свого президентства Байє-Латур прикладав багато сил для розмежування понять аматорського та професійного спорту. Він наполягав, що професіоналам не місце на Олімпійських іграх, що принцип аматорства непорушний, а дух «fair-play» — основа олімпійського руху. Так з олімпійської програми були виведені теніс, бейсбол, регбі, що стало причиною конфліктів між МОК і різними спортивними федераціями, зокрема футболу та лижного спорту. У свою чергу Байє-Латур ставив питання про розмежування повноважень МОК і МФС, домагався повної автономності та незалежності Міжнародного олімпійського комітету.
Байе-Латур активно підтримував ідею проведення Зимових Олімпійських ігор та участі жінок у змаганнях. При його президентстві почалося твердження жіночих дисциплін олімпійської програми: в легкій атлетиці, гімнастиці, плаванні, лижному і ковзанярському спорті, фехтуванні.
Анрі де Байє-Латур доклав багато зусиль до створення оптимальних постійних олімпійської та показовою програм, нагороди стали єдиними для всіх Ігор і видів спорту, переможці культурних конкурсів отримували звання «олімпійських чемпіонів».
Байе-Латур очолював МОК до самої своєї смерті, після чого, в 1942 році, на цій посаді його змінив віце-президент Зігфрід Едстрем.
За час президентства графа Анрі де Байє-Латура пройшли Олімпійські ігри 1928 року в Амстердамі, 1932 року в Лос-Анджелесі і 1936 року в Берліні, а також Зимові Олімпійські ігри 1928 року в Санкт-Моріц, 1932 року в Лейк-Плесіді і 1936 року в Гарміш-Партенкірхені. Ігри 1940 року в Гельсінкі і Санкт-Моріц не відбулося через Другої світової війни.